# Tri (film)
Pour les articles homonymes, voir Tri.
Pour plus de détails, voir Fiche technique et Distribution.
Tri est un film de Partisans yougoslave réalisé par Aleksandar Petrovic et sorti en 1965. Il fut sélectionné pour l'Oscar du meilleur film en langue étrangère.

## Synopsis
Trois histoires se déroulant au début, au milieu et à la fin de la Seconde Guerre mondiale.

## Fiche technique
- Titre : Tri
- Réalisation : Aleksandar Petrovic
- Scénario : Aleksandar Petrovic et Antonije Isakovic
- Musique : Tomislav Pinter (hr)
- Format : Noir et blanc, mono
- Genre : Drame, Guerre
- Pays :  Yougoslavie
- Durée : 80 min
- Date de sortie : 1965

## Distribution
- Bata Živojinović : Milos Bojanic
- Ali Raner : Mladic
- Slobodan Perovic : Nevino optuzeni
- Branislav Jerinic : Komandir ratne patrole
- Senka Veletanlic : Devojka (comme Senka Petrovic)
- Voja Miric : partisan (comme Vojislav Miric)
- Milivoje Tomic : Provokator koji ceka vlak (comme Mica Tomic)
- Gizela Vukovic
- Vesna Krajina : Vera
- Nikola-Kole Angelovski : Regrut koji ceka vlak (comme Kole Angelovski)
- Mirjana Kodzic : Gdja koja ceka vlak
- Dragomir 'Gidra' Bojanic
- Stole Arandjelovic (comme Stojan Arandjelovic)
- Laza Jovanovic
- Milan Jelic : Regrut koji ceka vlak
- Rajko Savelic
- Zlatibor Stoimirov : Porucnik (non crédité)